# Lars Stindl
Lars Edi Stindl, född 26 augusti 1988 i Speyer, är en tysk fotbollsspelare som spelar för Karlsruher SC.
Han var med i Tysklands trupp som vann Confederations Cup 2017.